# Magritte/Bester Film
Gewinner und Nominierte des belgischen Filmpreises Magritte in der Kategorie Bester Film (Meilleur film) seit der ersten Verleihung im Jahr 2011. Ausgezeichnet werden die besten einheimischen Filmproduktionen des vergangenen Kinojahres. Belgische Koproduktionen werden separat als bester flämischer Film bzw. bester ausländischer Film in Koproduktion ausgezeichnet.
Die unten aufgeführten Filme werden mit ihrem deutschen Verleihtitel (sofern vorhanden) angegeben, danach folgt in Klammern in kursiver Schrift der Originaltitel und der Name des Regisseurs.

## 2010er Jahre
2011
Mr. Nobody – Regie: Jaco Van Dormael
- Amer – Die dunkle Seite deiner Träume (Amer) – Regie: Hélène Cattet und Bruno Forzani
- Illegal (Illégal) – Regie: Olivier Masset-Depasse
- Les barons – Regie: Nabil Ben Yadir

2012
Kleine Riesen (Les géants) – Regie: Bouli Lanners
- Beyond the Steppes – Regie: Vanja d’Alcantara
- Der Junge mit dem Fahrrad (Le gamin au vélo) – Regie: Jean-Pierre und Luc Dardenne
- Die Fee (La fée) – Regie: Dominique Abel, Fiona Gordon und Bruno Romy

2013
À perdre la raison – Regie: Joachim Lafosse
- 38 témoins – Regie: Lucas Belvaux
- Dead Man Talking – Regie: Patrick Ridremont
- Mobile Home – Regie: François Pirot

2014
Ernest & Célestine (Ernest et Célestine) – Regie: Stéphane Aubier, Vincent Patar und Benjamin Renner
- In the Name of the Son (Au nom du fils) – Regie: Vincent Lannoo
- Kinshasa Kids – Regie: Marc-Henri Wajnberg
- Le monde nous appartient – Regie: Stephan Streker
- Tango Libre (Tango libre) – Regie: Frédéric Fonteyne

2015
Zwei Tage, eine Nacht (Deux jours, une nuit) – Regie: Jean-Pierre und Luc Dardenne
- Henri – Regie: Yolande Moreau
- La marche – Regie: Nabil Ben Yadir
- Les rayures du zèbre – Regie: Benoît Mariage
- Nicht mein Typ (Pas son genre) – Regie: Lucas Belvaux

2016
Das brandneue Testament (Le tout nouveau testament) – Regie: Jaco Van Dormael
- Alle Katzen sind grau (Tous les chats sont gris) – Regie: Savina Dellicour
- Ich bin tot, macht was draus! (Je suis mort mais j’ai des amis) – Regie: Guillaume Malandrin und Stéphane Malandrin
- Melodys Baby (Melody) – Regie: Bernard Bellefroid
- Préjudice – Regie: Antoine Cuypers

2017
Das Ende ist erst der Anfang (Les premiers les derniers) – Regie: Bouli Lanners
- Die Ökonomie der Liebe (L’économie du couple) – Regie: Joachim Lafosse
- Keeper – Regie: Guillaume Senez
- Parasol – Mallorca im Schatten (Parasol) – Regie: Valéry Rosier
- Wenn ich es oft genug sage, wird es wahr! (Je me tue à le dire) – Regie: Xavier Seron

2018
Innen Leben (Insyriated) – Regie: Philippe Van Leeuw
- Barfuß in Paris (Paris pieds nus) – Regie: Dominique Abel und Fiona Gordon
- Das ist unser Land! (Chez nous) – Regie: Lucas Belvaux
- Dode hoek – Regie: Nabil Ben Yadir
- Noces – Regie: Stephan Streker

2019
Unsere Kämpfe (Nos batailles) – Regie: Guillaume Senez
- Bittere Blumen (Bitter Flowers) – Regie: Olivier Meys
- Dany – Eine Vater-Sohn-Beziehung (Mon ket) – Regie: François Damiens
- Leichen unter brennender Sonne (Laissez bronzer les cadavres) – Regie: Hélène Cattet und Bruno Forzani
- Tueurs – Regie: François Troukens und Jean-François Hensgens

## 2020er Jahre
2020
Duelles – Regie: Olivier Masset-Depasse
- Lola und das Meer (Lola vers la mer) – Regie: Laurent Micheli
- Nuestras madres – Regie: César Díaz
- Seule à mon mariage – Regie: Marta Bergman
- Young Ahmed (Le jeune Ahmed) – Regie: Jean-Pierre und Luc Dardenne

2021
nicht vergeben

2022
Madly in Life (Une vie démente) – Regie: Raphaël Balboni und Ann Sirot
- Adoration – Regie: Fabrice Du Welz
- Die Ruhelosen (Les intranquilles) – Regie: Joachim Lafosse
- Freudenmädchen (Filles de joie) – Regie: Frédéric Fonteyne und Anne Paulicevich
- Un monde – Regie: Laura Wandel

2023
Nobody Has to Know – Regie: Bouli Lanners
- Animals – Regie: Nabil Ben Yadir
- La ruche – Regie: Christophe Hermans
- Tori et Lokita – Regie: Jean-Pierre und Luc Dardenne
- Zero Fucks Given – Lebe den Tag, liebe das Leben (Rien à foutre) – Regie: Julie Lecoustre und Emmanuel Marre

2024
Dalva – Regie: Emmanuelle Nicot
- Omen (Augure) – Regie: Baloji
- Le Paradis – Regie: Zeno Graton
- Le syndrome des amours passées – Regie: Raphaël Balboni und Ann Sirot
- Temps mort – Regie: Eve Duchemin

2025
Night Call – Überlebe die Nacht (La nuit se traîne) – Regie: Michiel Blanchart
- Amal – Regie: Jawad Rhalib
- Durch die Nacht (Quitter la nuit) – Regie: Delphine Girard
- Il pleut dans la maison – Regie: Paloma Sermon-Daï
- Une part manquante – Regie: Guillaume Senez